# Rusty Anderson
Rusty Anderson es un guitarrista y compositor estadounidense, conocido por su trabajo como guitarrista de la banda del músico británico Paul McCartney desde 2001. 

## Carrera
La carrera profesional de Anderson comenzó cuando tenía 14 años de edad con su primera banda, Eulogy. Eulogy ganó seguidores locales considerable en Los Ángeles, tocando con bandas como The Police, Van Halen, The Runaways, Quiet Riot, Rick Derringer, Eddie Money y The Motels. Más tarde, Anderson formó The Living Daylights, que compartió el escenario con Fishbone y OMD. The Living Daylights era una banda de rock psicodélico / progresivo y para Anderson lo primero como principal compositor. The Living Daylights sacar un disco en la label Greenworld, pero posteriormente se disolvió cuando Anderson firmó un acuerdo de desarrollo individual en Columbia Records. 
En 1993, junto con Scott Cutler y Anne Preven, Carla Azar y Paul Bushnell, Anderson formó Ednaswap. Ednaswap compartió el escenario con Sublime y Social Distortion, y viajó como abridor de No Doubt y Weezer. La banda lanzó cuatro discos en East-West y Island Records, y escribió el número uno en todo el mundo canción "Torn". 
Para su debut álbum en solitario Undressing Underwater, Anderson invitó a Paul McCartney a tocar el bajo y el resto de la banda McCartney para cantar coros en la canción principal, "Hurt Myself". Amigo y excompañero de banda Stewart Copeland también llegaron a tocar la batería en la canción "Catbox Beach". El álbum fue producido por Anderson, junto con David Kahne, Mudrock y Parthenon Huxley. Undressing Underwater  fue originalmente lanzado a finales de 2003 por su propio Oxide Records, y relanzado en septiembre de 2005, sobre Surfdog Records, iTunes y Amazon.  El segundo álbum de Anderson fue Born on Earth (2009). Su tercer lanzamiento se un álbum recopilatorio titulado Until We Meet Again, y lanzado en la primavera de 2012, con las copias de la versión preliminar disponibles durante el invierno de 2011 de la gira One on One de Paul McCartney.

## Rusty Anderson Afternoon
Con su colaborador, Todd O'Keefe, Anderson formó su nueva banda "Rusty Anderson Afternoon" en 2013. O'Keefe es un músico de Los Ángeles conocido por su trabajo con Ray Davies, Black Francis y The 88.  O'Keefe y Anderson habían jugado juntos durante varios años en el grupo solista de Anderson, presentado indistintamente como "Rusty Anderson Band" y "Rusty Anderson y Amigos". La banda se presentó en las ciudades de los EE. UU., el Reino Unido y Islandia. Una vez que Anderson y O'Keefe comenzaron a compartir tareas de escritura y cantando la voz principal, que era la hora de escoger un nombre para el nuevo grupo. Un concurso se llevó a cabo en línea en 2013. Los aficionados votaron por su nombre de la banda favorita y el ganador fue "Rusty Anderson Afternoon." 
Ahora oficialmente una banda, lanzaron su primer álbum en la etiqueta de Oxide Records. "Rusty Anderson Afternoon II", publicado el 31 de julio de 2014 fue producido por Anderson y Paul Ratazcjack, a quien Anderson trabajó con años anteriores con bandas Soldier y The Living Daylights. Su primer sencillo "Effortless", fue lanzado el 30 de abril de 2013. "Effortless" llegó al # 1 en la radio de Sirius de "20 on 20". El segundo sencillo, una versión de la canción Stewart y Gouldman "I’m Not In Love "comenzó en rotación sobre "The Mix", una emisora de radio Sirius, en agosto de 2014. La canción Rusty Anderson Afternoon  "Points of Interest” también apareció en la exitosa comedia de CBS The Big Bang Theory en 2014.  En abril el año 2016 Rusty Anderson Afternoon estrenó su siguiente sencillo, "Evidence" en el programa de radio sindicado a nivel internacional de Sat Bisla, "Passport Approved", que ha concedido a la banda "Artista de la Semana".   En mayo de 2016 la nueva álbum, RAA, fue anunciado por Anderson poco después.  RAA debutó en el Top Ten en iTunes Alternativa Estrenos gráfico de la semana de su lanzamiento.
La banda se presentó en septiembre de 2013 en la sala de exposición debut Gibson Beverly Hills de la guitarra signitario Rusty Anderson Gibson ES-335, en coordinación con el Natural Resources Defense Council, una organización benéfica del medio ambiente. Rusty Anderson Afternoon era un acto principal en el SXSW 2014. Además de un rendimiento del club, la banda fue incluida en el tributo de SXSW a Jimi Hendrix. Anderson y O'Keefe realizaron "Little Wing" y "Spanish Castle Magic” de Hendrix para el debut de los Estados Unidos Servicio Postal de Jimi Hendrix estampilla Forever en Butler Park en Austin, Texas. La banda también se realizó en el Centro Museo Leo Fender en Fullerton California en 2014 y el Hard Rock Casino en Lake Tahoe, Nevada, en 2015. La banda comenzó 2016 con conciertos en San Juan Capistrano y Los Ángeles, California.

## Con Paul McCartney
En 2001, David Kahne llamó a Anderson y al baterista Abe Laboriel, Jr. para tocar en el disco de Paul McCartney Driving Rain. Tras finalizar la grabación, Anderson tocó por primera vez con McCartney en The Concert for New York City, junto a Laboriel, Brian Ray y Paul Wickens. Esta formación se convirtió en la banda de acompañamiento de McCartney durante sus giras musicales hasta la fecha. Además de tocar en Driving Rain, Anderson figura acreditado como guitarrista en los discos de McCartney Chaos and Creation in the Backyard (2005), Memory Almost Full (2007), así como en los discos en directo Back in the World (2003) y Good Evening New York City (2009). Anderson continuó realizando durante el Live'09 gira de verano y el gira Up and Coming (2010-2011). En 2012, varias actuaciones destacadas incluyen la Ceremonia de Apertura Juegos Olímpicos y Concierto del Jubileo de Diamante de la Reina Eizabeth. McCartney lanzó "New" en el año 2013 a la que Anderson contribuyó guitarra y coros. El gira Out There comenzó en América del Sur en 2013 y continuó hasta 2015. La gira One on One lanzado en 2016 con fechas en América del Norte, América del Sur y Europa. Durante esta gira, Anderson fue aclamado por la prensa como un virtuoso.

## Otros artistas y medios
Colaboraciones y grabaciones de Anderson incluyen la música de Elton John, Little Richard, New Radicals, Willie Nelson, Tim McGraw, Faith Hill, Michael Bublé, Sinéad O'Connor, The Wallflowers, Jewel, Santana, Stevie Nicks, Ronan Keating, Joe Cocker, y la riff de surf de Ricky Martin en "Livin 'la vida loca". Además, The Bangles, Matthew Sweet, Neil Diamond, Animal Logic (con Stewart Copeland y Stanley Clarke), Belinda Carlisle, Susanna Hoffs, Parthenon Huxley, Carole King, Gwen Stefani, Steven Tyler, Regina Spektor, Dido, Cat Stevens, Miley Cyrus, Eros Ramazzotti, Nelly Furtado, Robi Draco Rosa, Lisa Marie Presley y k.d. lang. Además de la carrera de compositor en solitario de Anderson, lo que resulta en las canciones utiliza en programas de televisión Cold Case, Men in Trees, y Kyle XY. Otros créditos incluyen la banda sonora de Highlander y Highlander II.

## Discografía
- Undressing Underwater (2005)
- Born on Earth (2009)
- Until We Meet Again (2011)
- Rusty Anderson Afternoon II  (2013)
- RAA  (2016)